# Pseudoscabiosa
Pseudoscabiosa är ett släkte av tvåhjärtbladiga växter. Pseudoscabiosa ingår i familjen Dipsacaceae.
Kladogram enligt Catalogue of Life:
| Pseudoscabiosa | \| \| Pseudoscabiosa africana \| \| \| \| \| \| Pseudoscabiosa diandra \| \| \| \| \| \| Pseudoscabiosa grosii \| \| \| \| \| \| Pseudoscabiosa limonifolia \| \| \| \| \| \| Pseudoscabiosa saxatilis \| \| \| \| |
|                | \| \| Pseudoscabiosa africana \| \| \| \| \| \| Pseudoscabiosa diandra \| \| \| \| \| \| Pseudoscabiosa grosii \| \| \| \| \| \| Pseudoscabiosa limonifolia \| \| \| \| \| \| Pseudoscabiosa saxatilis \| \| \| \| |
|                | jätteväddar |
|                | |
|                | kardväddar |
|                | |
|                | åkerväddar |
|                | |
|                | Lomelosia |
|                | |
|                | Pterocephalodes |
|                | |
|                | Pterocephalus |
|                | |
|                | Pterothamnus |
|                | |
|                | fältväddar |
|                | |
|                | Sixalix |
|                | |
|                | ängsväddar |
|                | |
|                | Succisella |
|                | |
|                | Pseudoscabiosa africana |
|                | |
|                | Pseudoscabiosa diandra |
|                | |
|                | Pseudoscabiosa grosii |
|                | |
|                | Pseudoscabiosa limonifolia |
|                | |
|                | Pseudoscabiosa saxatilis |
|                | |

|  | Pseudoscabiosa africana    |
|  |                            |
|  | Pseudoscabiosa diandra     |
|  |                            |
|  | Pseudoscabiosa grosii      |
|  |                            |
|  | Pseudoscabiosa limonifolia |
|  |                            |
|  | Pseudoscabiosa saxatilis   |
|  |                            |

## Bildgalleri

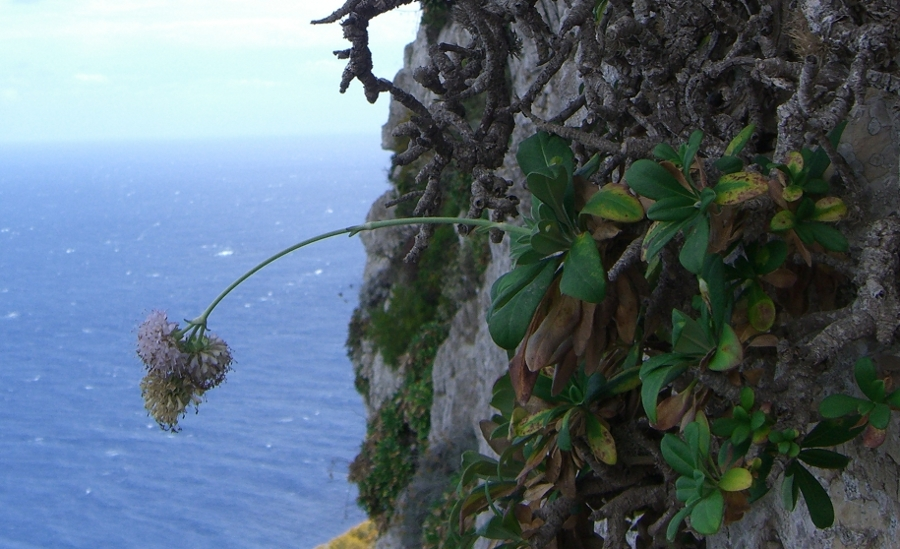
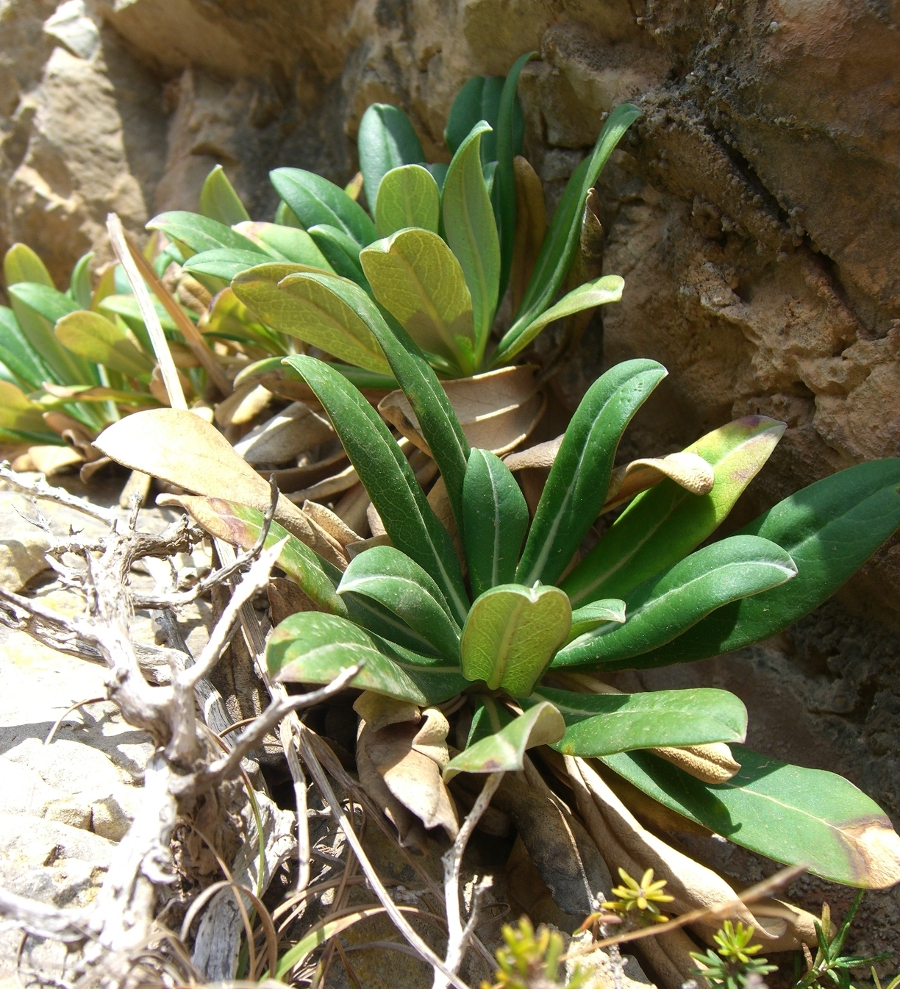